# Sabbioneta
Sabbioneta je mesto in občina v pokrajini Mantova v deželi Lombardija v severni Italiji. Je približno 30 kilometrov severno od Parme, nedaleč od severne obale reke Pad. Od leta 2008 je na Unescovem seznamu svetovne dediščine.

## Zgodovina
Sabbioneto je ustanovil Vespazijan I. Gonzaga konec 16. stoletja (med 1554/1556 in 1591) ob antični rimski cesti Via Vitelliana na kraju utrdbe njegovega dedka Ludovika in starodavne naselbine na peščeni obali reke Pad (zato ime v italijanščini). Za Vespazijana Gonzago je bila Sabbioneta predvsem trdnjava, njeno obzidje je bilo eno najbolj utrjenih bastijonov Lombardije med špansko prevlado. Bil je prvi vojvoda, ki je mesto uporabljal kot osebno utrdbo in prebivališče.
Sabbioneta je bila prestolnica majhne države v primerjavi z velikimi regionalnimi državami: vojvodino Milano na zahodu, ki je v tem obdobju pripadala Španiji, vojvodino Mantovo na vzhodu od reke Oglio, ki ji je vladala glavna veja družine Gonzaga, Vespazijanovi bratranci, in vojvodina Parma in Piacenza južno od Pada, kjer je vladala družina Farnese, trdna in prijazna do Gonzage. Ozemlje majhne države Sabbioneta je bilo večinoma usmerjeno k vzhodni škofiji Cremona in je bilo pomembno trgovinsko križišče v srednjem toku reke Pad in za stike med kotlino Brescie in Emilijo.
V tem obdobju je postala tudi manjše glasbeno središče; skladatelje, kot je Benedetto Pallavicino (1551–1601), je tukaj zaposlil Vespazijan Gonzaga, preden se je preselil v glavno mesto Mantove.
Sabbioneta je bila nagrajena z "oranžno zastavo" italijanskega turističnega kluba (Touring Club Italiano) , ki je priznanje kakovosti, ki jo dodelijo majhnim mestom (15.000 prebivalcev ali manj) v Italiji za odličnost v turizmu, gostoljubnost in okolje.

## Znamenitosti
Leta 2008 je bila Sabbioneta vpisana na Unescov seznam svetovne kulturne dediščine kot odličen zgled renesančnega urbanističnega načrtovanja.
Sabbioneta je znana tudi po zgodovinskem judovskem getu in sinagogi, še posebej pa po hebrejskem tiskanju. Tobias Foa je leta 1551 ustanovil tiskarno, vendar je objavil nekatere "antikrščanske knjige" in zato svojo kariero "prisilno končal". Njegovo delo in morebiti njegovo tiskarno je prevzel krščanski tiskar Vicenzo Conte.
Mesto Vespazijana Gonzage, zasnovano po renesančnih načelih idealnega mesta, je obsegalo:
- Vojvodsko palačo (zdaj mestna hiša),
- Teatro all'antica (Gledališče v slogu antike), ki ga je zasnoval Vincenzo Scamozzi,
- Galleria degli Antichi in Palazzo del Giardino,
- cerkvi Marije Vnebovzete in Karmine,
- cerkev Marijinega kronanja.

V cerkvi in poletni palači so freske umetnikov iz družine Campi iz Cremone.
- Sabbioneta - slike Paolo Monti, 1965
- Vojvodska palača
- Pogled na Vojvodski trg (Piazza Ducale ) iz palače
- Stara galerija (Galleria degli Antichi) / Veliki hodnik (Corridor Grande)
- Vrata zmage (Porta Vittoria)